# Alcis faustinata
Alcis faustinata là một loài bướm đêm trong họ Geometridae.